# 拉图尔迪克里约
拉图尔迪克里约（法語：La Tour-du-Crieu，法語發音：[la tuʁ dy kʁijø]）是法国阿列日省的一个市镇，属于帕米耶区。

## 地理
拉图尔迪克里约（43°6'14"N, 1°39'15"E）面积10.28 平方千米，位于法国奧克西塔尼大區阿列日省，该省份为法国西南部内陆省份，西部和北部与上加龙省接壤，东临奥德省，东南至东比利牛斯省接壤，南与安道尔和西班牙接壤。
与拉图尔迪克里约接壤的市镇（或旧市镇、城区）包括：勒卡尔拉雷、帕米耶、莱皮若勒、圣阿马杜、韦尔尼奥勒。

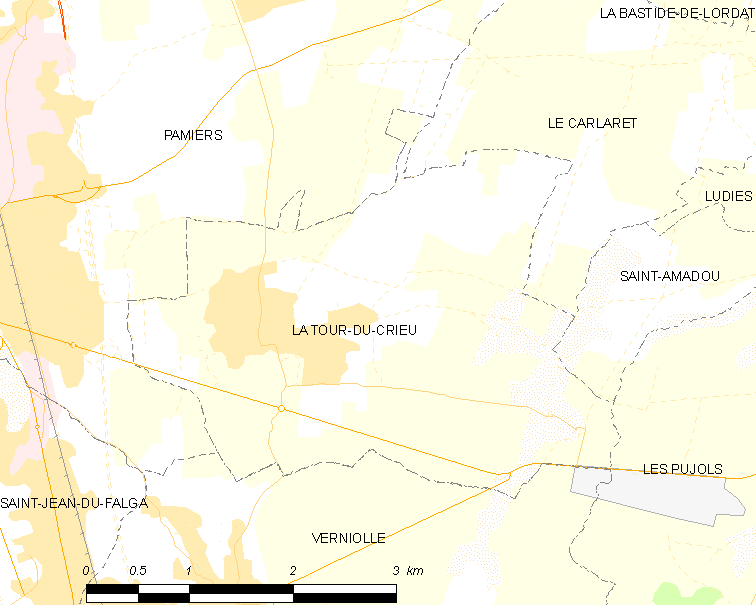
拉图尔迪克里约的OSM定位图

拉图尔迪克里约的时区为UTC+01:00、UTC+02:00（夏令时）。

## 行政
拉图尔迪克里约的邮政编码为09100，INSEE市镇编码为09312。

## 政治
拉图尔迪克里约所属的省级选区为帕米耶第二县。

## 人口

1962-2008年间拉图尔迪克里约人口变化图示

拉图尔迪克里约于2022年1月1日时的人口数量为3268人。